# Caron (diacritic)
Caron, sau circumflex inversat, (ˇ) este un semn diacritic plasat deasupra anumitor litere, în ortografia unor limbi slave, finice și altele, pentru a indica o modificare a pronunțării acelei litere.